# V368 Андромеды
V368 Андромеды (лат. V368 Andromedae) — двойная звезда в созвездии Андромеды на расстоянии (вычисленном из значения параллакса) приблизительно 3683 световых лет (около 1129 парсеков) от Солнца. Видимая звёздная величина звезды — от +9,58m до +9,01m.

## Характеристики
Первый компонент — красный гигант, пульсирующая медленная неправильная переменная звезда (LB) спектрального класса M8, или M5. Масса — около 0,929 солнечной, радиус — около 576,445 солнечных, светимость — около 1545,05 солнечных. Эффективная температура — около 3289 K.
Второй компонент — красный карлик спектрального класса M. Масса — около 301,45 юпитерианских (0,2878 солнечной). Удалён на 1,459 а.е..